# 최대 전송 단위
컴퓨터 네트워킹에서, 레이어의 커뮤니케이션 프로토콜의 최대 전송 단위(maximum transmission unit, MTU)란 해당 레이어가 전송할 수 있는 최대 프로토콜 데이터 단위의 크기(바이트)이다. MTU 지표는 일반적으로 커뮤니케이션 인터페이스(네트워크 카드, 직렬 포트 등)와 관련되어 나타난다. MTU 크기는 표준(이더넷)에 의해 결정될 수도 있고, 시스템이 연결 시점에 결정될 수도 있다 (점대점 시리얼 링크(point-to-point serial links)의 경우).
높은 MTU는 더 큰 효율성을 보장하는데 그 이유는, 헤더(header) 또는 패킷 당 지연(per-packet delay)과 같은 고정된 프로토콜 오버헤드(protocol overhead)가 있는 반면, 각각의 패킷은 더 많은 데이터를 전송하기 때문이다. 더 큰 효율성은 대량 프로토콜 처리 성능의 약간의 향상을 의미한다. 또한 더 높은 MTU는 같은 양의 데이터를 처리하기 위해 더 적은 패킷을 사용한다는 것을 의미한다. 일부 시스템에서 패킷당 처리는 퍼포먼스를 제약하는 중요한 요인이 될 수 있다.
그러나 높은 MTU는 몇 가지 단점도 가지고 있다. 큰 패킷은 때로 느린 링크를 점유할 수 있는데, 이는 이후 패킷들의 처리를 지연시킴으로써 지연 및 최소 대기 시간을 증가시킨다. 예를 들어 이더넷에서 허용되는 가장 큰 패킷인 1500 바이트 패킷은 14.4k 모뎀을 약 1초 정도 지연시킨다.
큰 패킷은 또한 전송 과정에서 오류가 발생할 시에도 문제가 된다. 패킷의 단일 비트가 손상될 경우 전체 패킷을 재전송해야 한다. 그런데 정해진 비트 오류율(bit error rate)에서 더 큰 패킷일수록 손상되기 쉽다. 또한 큰 패킷일수록 재전송이 오래 걸린다. 전송 기간에 대한 부정적 효과에도 불구하고, 큰 패킷은 여전히 엔드-투-엔드 TCP 퍼포먼스에 대해서 긍정적인 효과를 가질 수 있다.

## 주요 미디어에서의 최대 전송 단위
주: 이 장에서 명시된 최대 전송 단위는 분할 없이 전송 가능한 IP 패킷의 최대 크기이다 (IP 헤더는 포함하나 프로토콜 스택의 낮은 단계 헤더는 배제한다). 최대 전송 단위는 모든 호스트가 지켜야 하는 최소 데이터그램 크기와 혼동되어서는 안된다 (IPv4: 576 바이트, IPv6: 1280 바이트).
| 매체 (Media) | 최대 전송 단위 (바이트) | 주석 |
| --- | ----------------------- | --- |
| Internet IPv4 Path MTU | 최소 68                 | 실제 경로의 값은 일반적으로 더 높다. 시스템은 실제 경로의 MTU를 얻기 위해 경로 MTU 탐색 방법을 사용할 것이다. |
| Internet IPv6 Path MTU | 최소 1280               | 실제 경로의 값은 일반적으로 더 높다. 시스템은 실제 경로의 MTU를 얻기 위해 경로 MTU 탐색 방법을 사용할 것이다. |
| Ethernet v2 | 1500                    | 이더넷 구현에서 거의 대부분의 IP는 이더넷 V2 프레임 형식을 사용한다. |
| Ethernet with LLC(Logical link control) and SNAP(Subnetwork Access Protocol), PPPoE(Point-to-point protocol over Ethernet) | 1492                    | |
| Ethernet Jumbo Frames | 1501-9216               | 한도는 벤더에 따라 달라진다. 정확한 상호운용을 위해, 모든 이더넷 네트워크는 같은 MTU값을 가져야한다. 점보 프레임(Jumbo frame)은 보통 특수한 목적의 네트워크에서만 발견된다. 일반적으로, 점보 프레임은 최대 9000바이트의 유효 탑재량을 가진다. |
| WLAN (802.11) | 7981                    | |
| Token Ring (802.5) | 4464                    | |
| FDDI | 4352                    | |